# 2016 en astronomie
2014 en astronomie - 2015 en astronomie - 2016 en astronomie - 2017 en astronomie - 2018 en astronomie 

## Événements

### Janvier
- 2 janvier : la Terre se trouve à son périhélie[1].
- 13 janvier : première lumière de GRAVITY, instrument d'étude des trous noirs sur le VLTI[2].
- 20 janvier : annonce de l'existence possible d'une neuvième planète, baptisée provisoirement planète 9, dans le système solaire.
- 20 janvier au 20 février : parade planétaire.

### Février
- 5 février 2016 : occultation de HD 29545, étoile de magnitude visuelle apparente 6,6, par (198) Ampella, astéroïde de magnitude 12,4[3].

### Mars
- 9 mars : éclipse solaire totale[4].
- 21 mars : Le télescope spatial Kepler a observé en 2011 l'onde de choc de l'explosion de 2 supernovas[5],[6].
- 23 mars : éclipse lunaire pénombrale[7].
- 24 mars : l'axe de rotation de la Lune s'est déplacé de 6°, il y a quelques milliards d'années, dû à des déplacements de masse à l'intérieur de la Lune[8],[9].

### Mai
- 9 mai : transit de Mercure.
- 31 mai : lancement officiel de FRIPON, réseau français de détection de météores et météorites.

### Juin
- 13 juin : EPIC 201702477 b est la naine brune la plus dense connue[10],[11].
- 14 juin : formation d'une nouvelle tempête de poussières sur Mars.

### Juillet
- 4 juillet : 
  - la Terre se trouve à son aphélie[1].
  - la sonde Juno se met en orbite autour de Jupiter[12].

### Août
- 21 août : le sursaut gamma court GRB 160821B est observé à la fois par Hubble et par SWIFT. C'est une kilonova, fusion de deux étoiles à neutrons[13].
- 25 août : la galaxie ultra-diffuse Dragonfly 44 est composée de 99,99 % de matière noire[14].

### Septembre
- 1er septembre : éclipse solaire annulaire[4].
- 3 septembre : détection du signal FRB 180814.J0422+73 par l'observatoire d'Arecibo[15].
- 14 septembre : premier catalogue de Gaia comportant 2 679 769 étoiles[16].
- 16 septembre : éclipse lunaire pénombrale[7].
- 20 septembre : un astronome amateur argentin, Victor Buso, photographie le début de l'explosion de la supernova SN 2016gkg dans la galaxie NGC 613[17],[18].
- 25 septembre : mise en service de Tianyan, le plus grand radiotélescope mondial[19],[20].
- 26 septembre : la NASA révèle l'émission possible de panaches d'eau à la surface d'Europe[21].
- 30 septembre : la sonde Rosetta termine sa mission sur la comète 67P/Tchourioumov-Guérassimenko[22].

### Octobre
- 19 octobre : l'atterrisseur Schiaparelli s'écrase sur Mars[23].

### Novembre
- 10 novembre : confirmation de l'appartenance de Proxima Centauri au système Alpha Centauri[24],[25],[26].
- 14 novembre : « super lune », pleine lune à son périgée[27].
- 15 novembre : Gliese 710 traversera le nuage d'Oort dans 1,35 million d'années[28],[29],[30].
- 29 novembre : nouvelle technique de conversion de la lumière infrarouge en lumière visible[31],[32].

### Décembre
- 1er décembre : l’étoile de Bethléem ne serait qu'un alignement de planètes en 6 av. J.-C.[33],[34].
- 4 décembre : une étude historique sur les aurores boréales des années 992 et 993, explique le pic de carbone 14 de 993-994[35],[36].
- 18 décembre : alignement de la Terre, du Soleil et du trou noir de notre galaxie, permettant au CERN de faire des études sur la matière noire[37].
- 21 décembre : 
  - les changements de luminosité de KIC 8462852 seraient dus à l'absorption d'une planète par cette étoile[38],[39].
  - première lumière de nouveaux récepteurs sur ALMA, capable de détecter la molécule d'eau[40].

## Objets

### Exoplanètes
- 10 mai : une nouvelle méthode permet de valider 1 284 nouvelles exoplanètes sur 4 302 candidates découvertes par Kepler, ce qui fait un total de 3 422 exoplanètes identifiées[41].
- 20 juin : V830 Tauri b, plus jeune exoplanète, âgée seulement de 2 millions d'années[42].
- 7 juillet : HD 131399 Ab première exoplanète d'un système triple[43].
- 24 août : Proxima Centauri b autour de Proxima Centauri, plus proche exoplanète[44].

### Comètes
En 2016, les comètes suivantes sont à l'honneur :
C/2013 US10 Catalinadécouverte le 31 octobre 2013, passe au périhélie le 15 novembre 2015, devient circumpolaire le 13 janvier 2016 et passe au périgée le 17 janvier 2016.
C/2013 X1 (PANSTARRS)découverte le 4 décembre 2013, passe au périhélie le 20 avril 2016 et passe au périgée le 22 juin 2016.

### Phases de la Lune
Le tableau suivant résume les phases de la Lune pour l'année 2016 :
| #  | Nouvelle lune | Premier quartier | Pleine lune | Dernier quartier |
| -- | ------------- | ---------------- | ----------- | ---------------- |
| 12 |               |                  |             | 02/01            |
| 1  | 10/01         | 16/01            | 24/01       | 01/02            |
| 2  | 08/02         | 15/02            | 22/02       | 01/03            |
| 3  | 09/03         | 15/03            | 23/03       | 31/03            |
| 4  | 07/04         | 14/04            | 22/04       | 30/04            |
| 5  | 06/05         | 13/05            | 21/05       | 29/05            |
| 6  | 05/06         | 12/06            | 20/06       | 27/06            |
| 7  | 04/07         | 12/07            | 19/07       | 26/07            |
| 8  | 02/08         | 10/08            | 18/08       | 25/08            |
| 9  | 01/09         | 09/09            | 16/09       | 23/09            |
| 10 | 01/10         | 09/10            | 16/10       | 22/10            |
| 11 | 30/10         | 07/11            | 14/11       | 21/11            |
| 12 | 29/11         | 07/12            | 14/12       | 21/12            |
| 13 | 29/12         |                  |             |                  |

## Personnalités

### Décès
- 21 janvier : Jean-Louis Steinberg, astronome français, cofondateur de la station de radioastronomie de Nançay[46].
- 15 mai : André Brahic, astrophysicien français, découvreur des anneaux de Neptune[47].
- 25 décembre : Vera Rubin, astronome américaine, spécialiste des vitesses de rotation des étoiles dans les galaxies spirales[48].

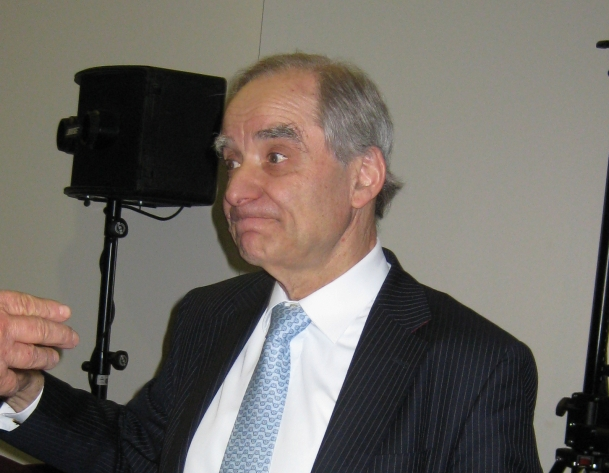
André Brahic (1942-2016)
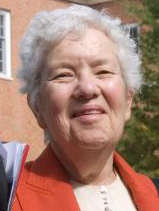
Vera Rubin (1928-2016)

### Sites web institutionnels
- Site web dédié de l'Institut de mécanique céleste et de calcul des éphémérides (IMCCE) sur le passage de Mercure devant le Soleil du 9 mai 2016.